# Israeli Cartoon Museum
Het Israeli Cartoon Museum is een kunstmuseum gelegen in het Israëlische Holon, vlak bij Tel Aviv. Het museum is gewijd aan strips en cartoons. In 2007 vond de oprichting plaats, door middel van een samenwerking tussen de stad Holon en de Israëlische cartoonistenvereniging.
Het museum heeft een vaste collectie en archief, maar houdt ook regelmatig tentoonstellingen. Hier is vooral werk te zien van Israëlische striptekenaars en cartoonisten zoals Friedel Stern. Soms is er ook werk van buitenlandse kunstenaars te zien zoals Joe Kubert. Ook reikt het museum enkele prijzen uit gerelateerd aan cartoons en/of strips.

## Galerij

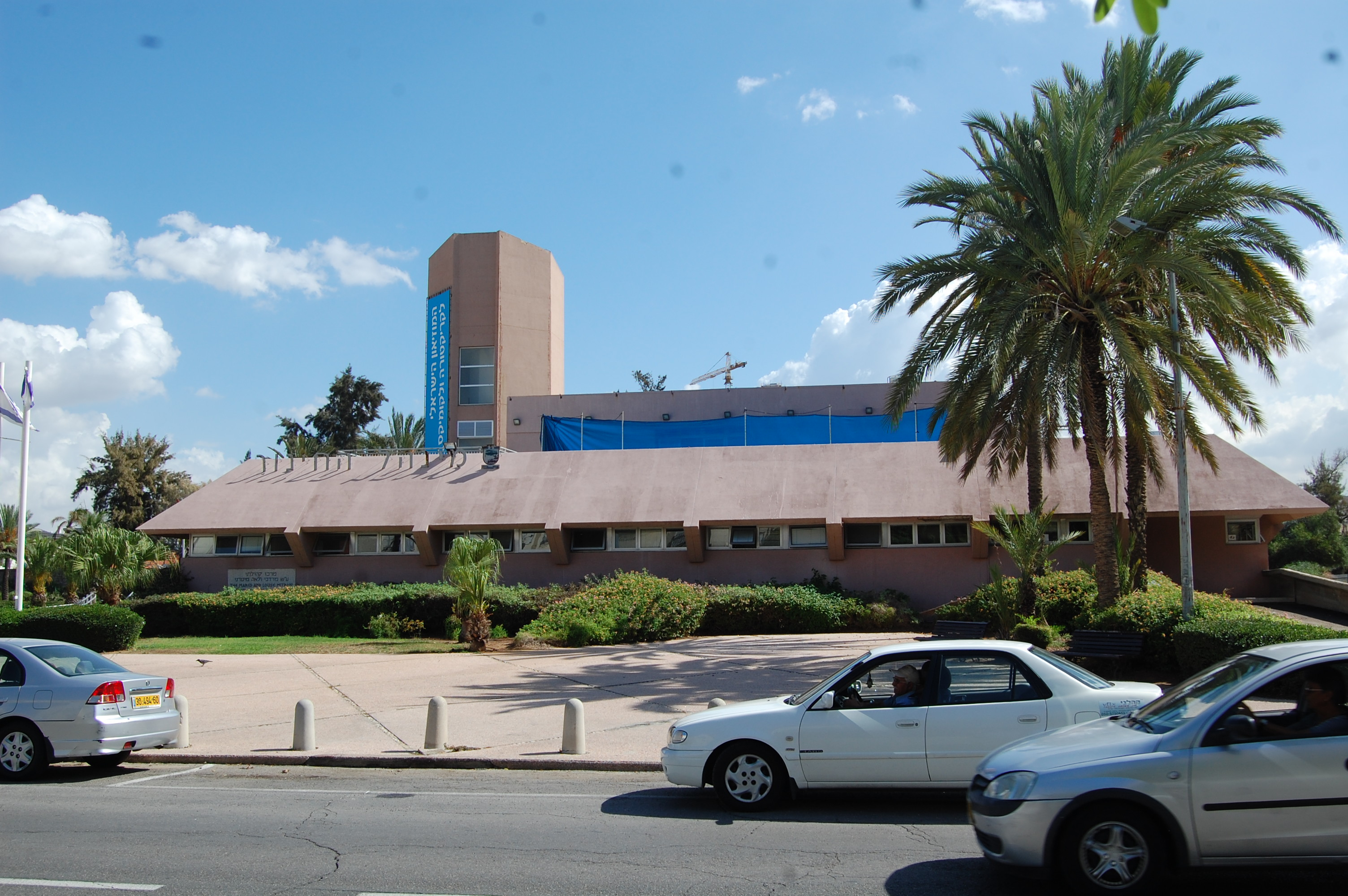
Museum vanaf de straat (2014)
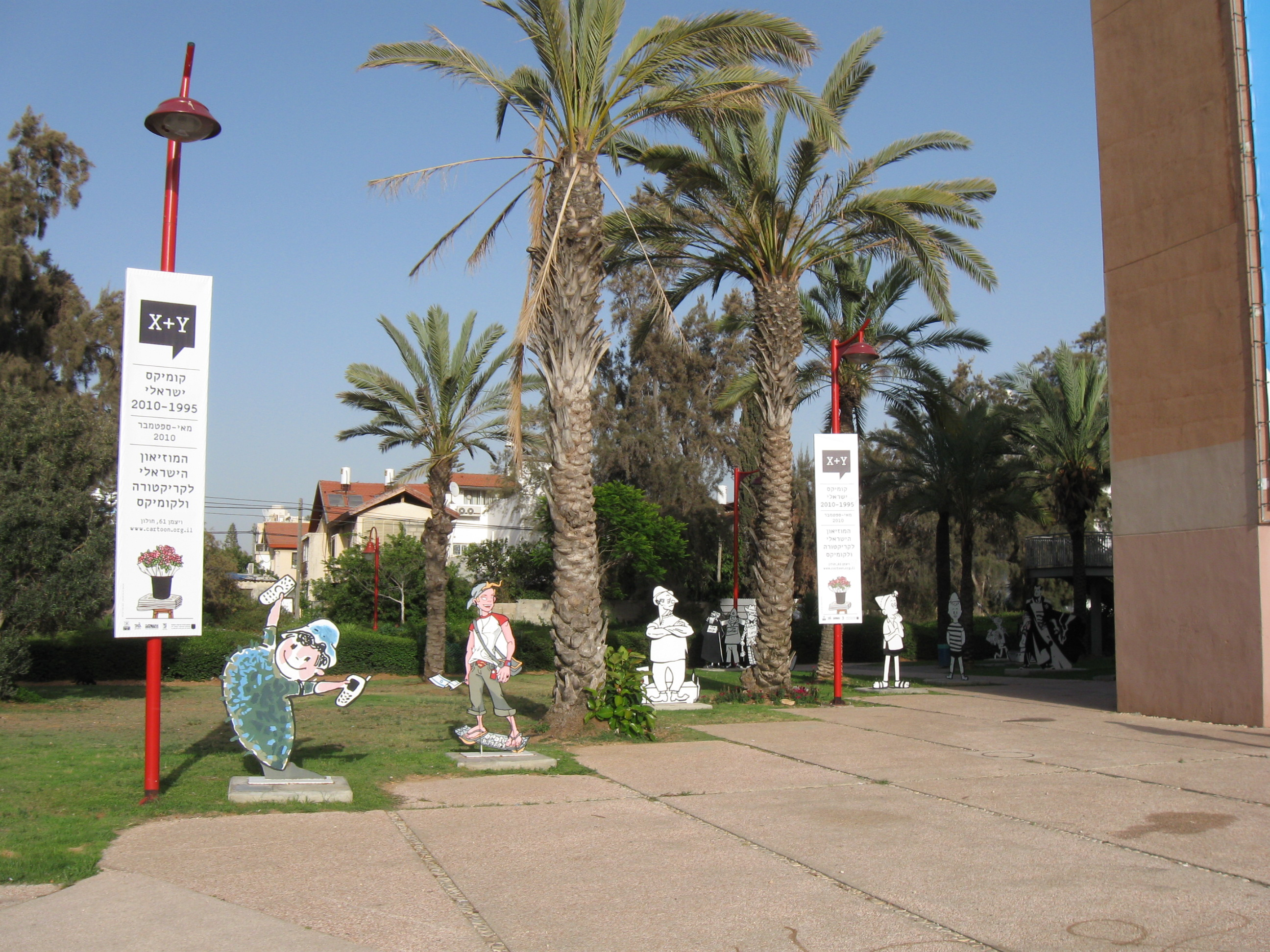
Beelden in de tuin van het museum (2010)
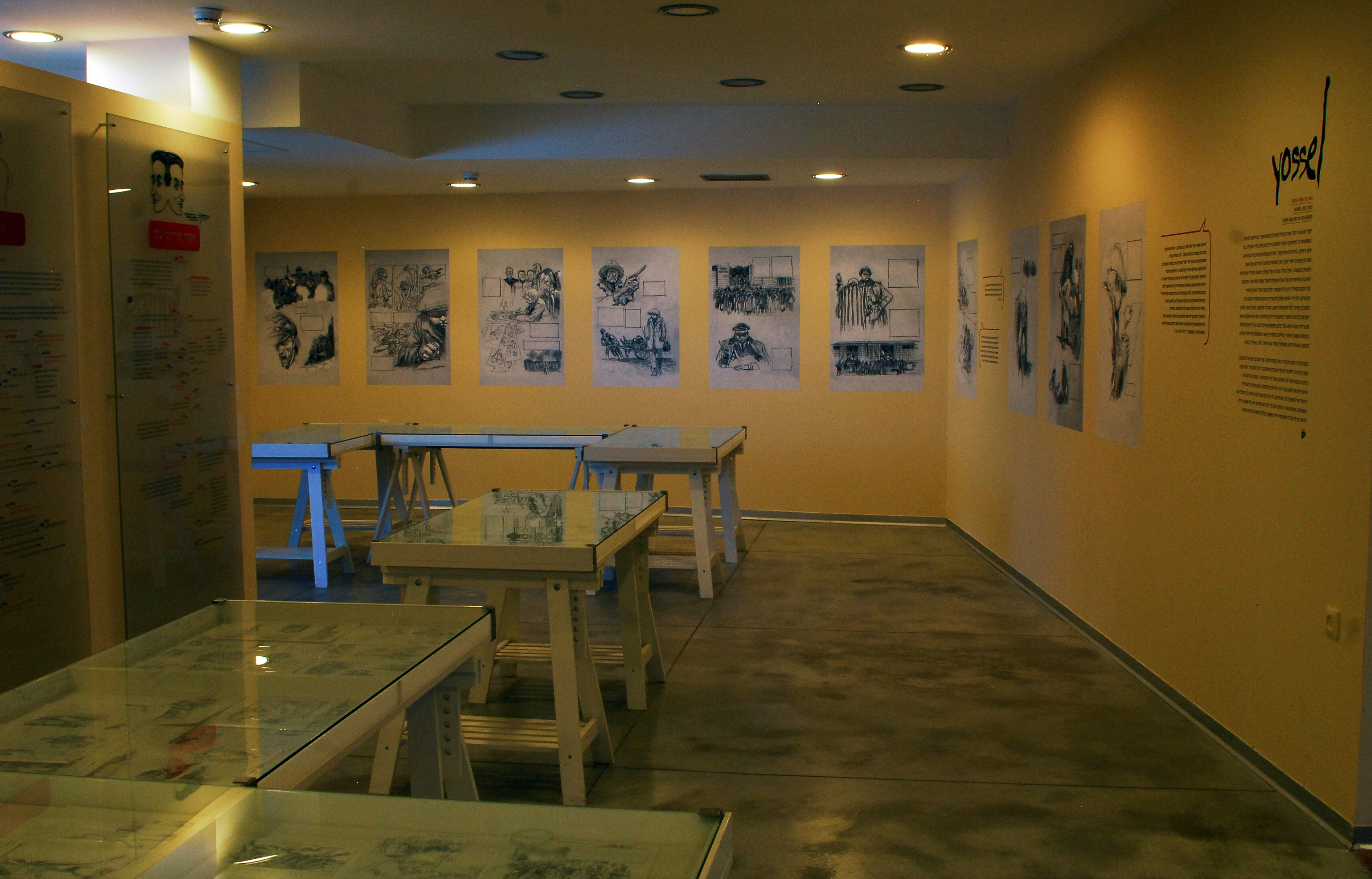
Een tentoonstelling (2011)